# 上常吉
上常吉（かみつねよし）は、京都府京丹後市にある地名。大字としての名称は大宮町上常吉（おおみやちょうかみつねよし）。常吉川のすぐ下流にある下常吉（しもつねよし）に対応する地名である。

## 地理

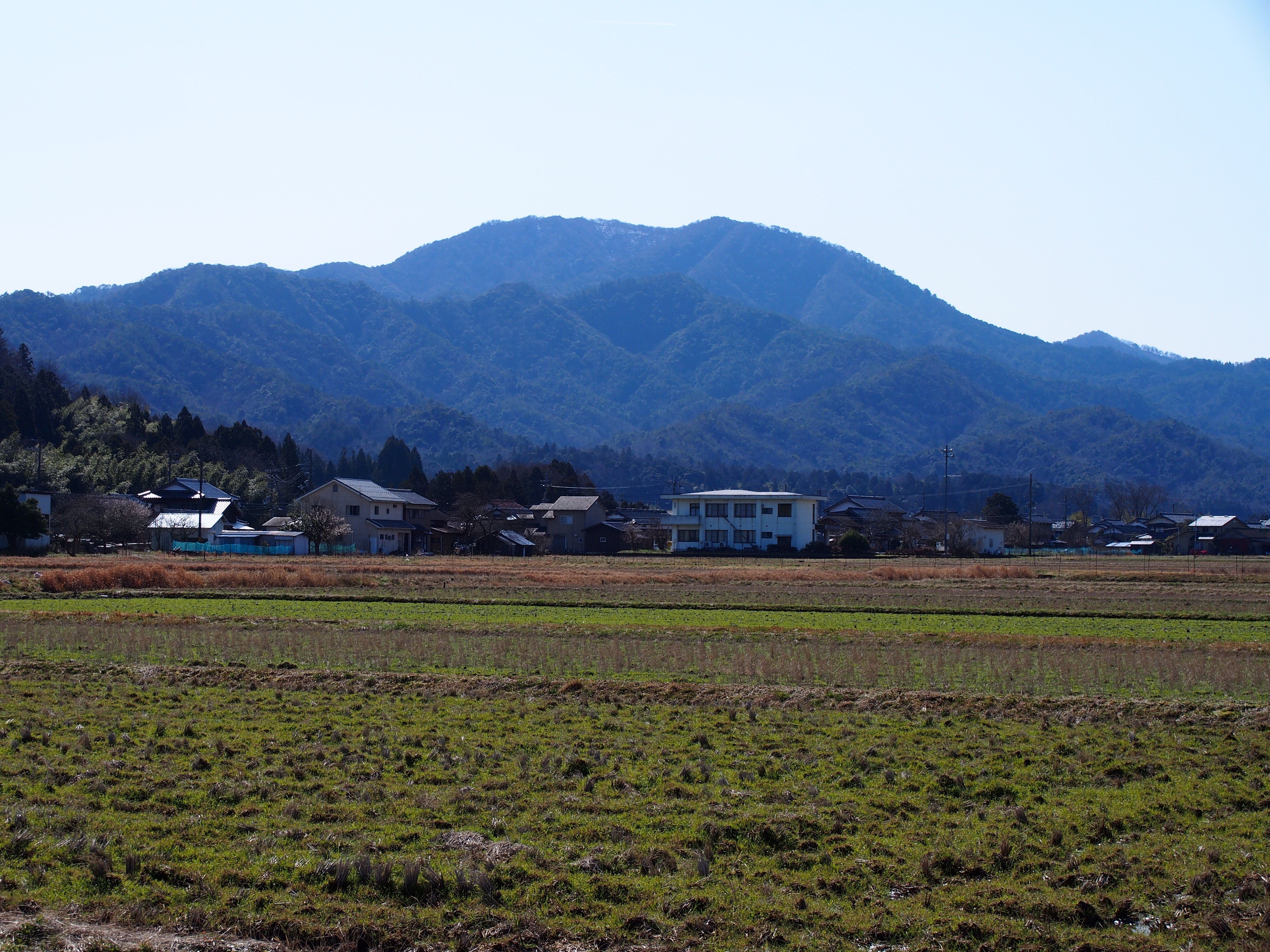
磯妙山

かつての中郡大宮町の南西部に位置している。南側は与謝郡与謝野町野田川地区（旧・与謝郡野田川町）と、西側は京丹後市峰山町（旧・中郡峰山町）と接している。
西には標高661mの磯砂山があり、集落は四方を磯砂山の山並みに囲まれている。竹野川の支流である常吉川が流れており、常吉川の周囲に集落が形成されている。
南北に京都府道76号野田川大宮線（網野街道）が通っており、中郡と与謝郡の群境には平地峠（平治峠）がある。

### 自然
- 磯砂山（いさなごさん） - 標高661mの山。近畿百名山。羽衣天女伝説がある[4]。常吉小学校の校歌には磯砂山が登場する[5]。
- 女池（めいけ） - 磯砂山の山中にある池。『丹後旧事記』では「比治の真名井」として言及されている[6][4]。
- 常吉川 - 竹野川水系の二級河川。常吉小学校の校歌には磯砂山が登場する[5]。

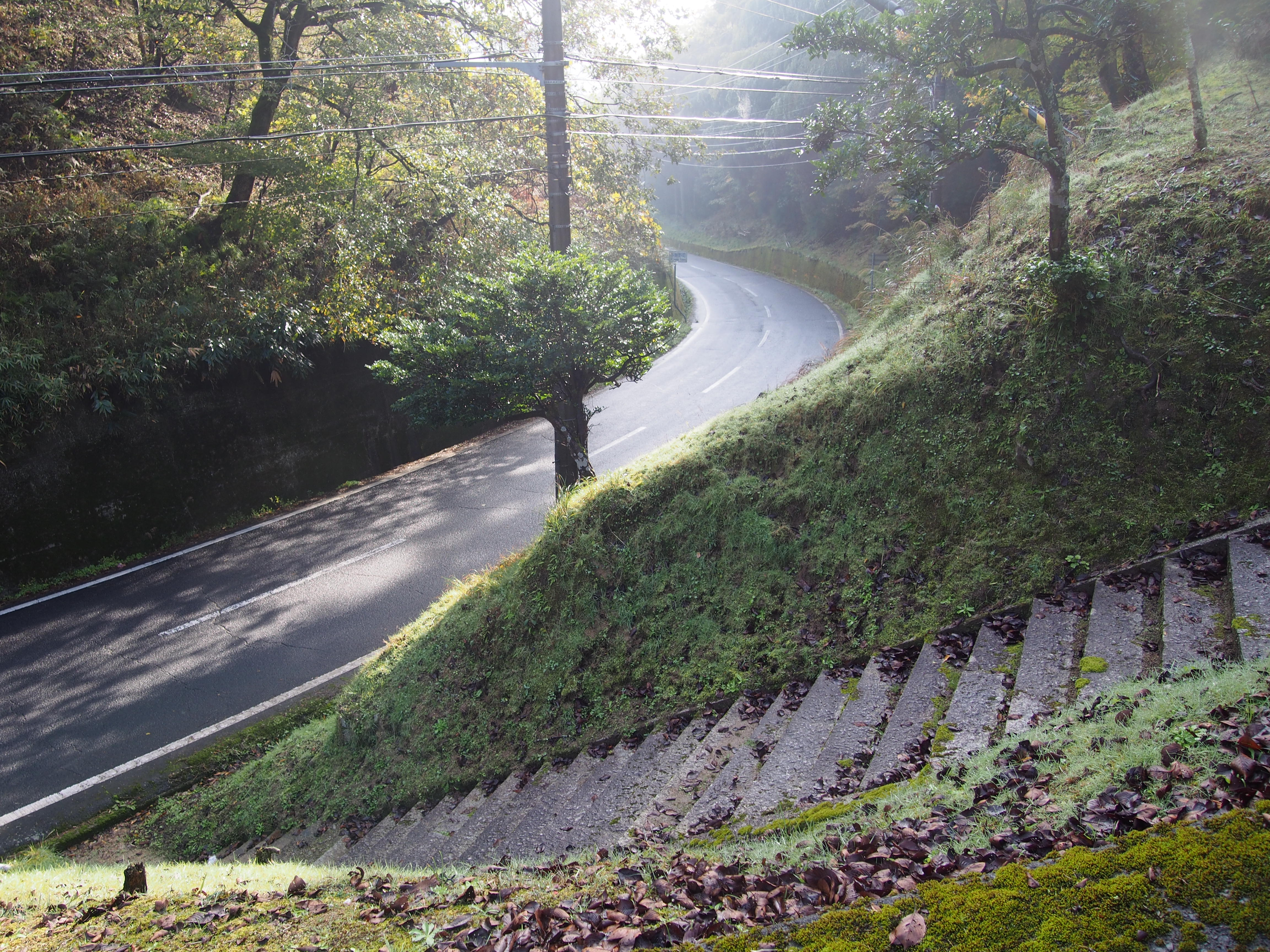
平地峠
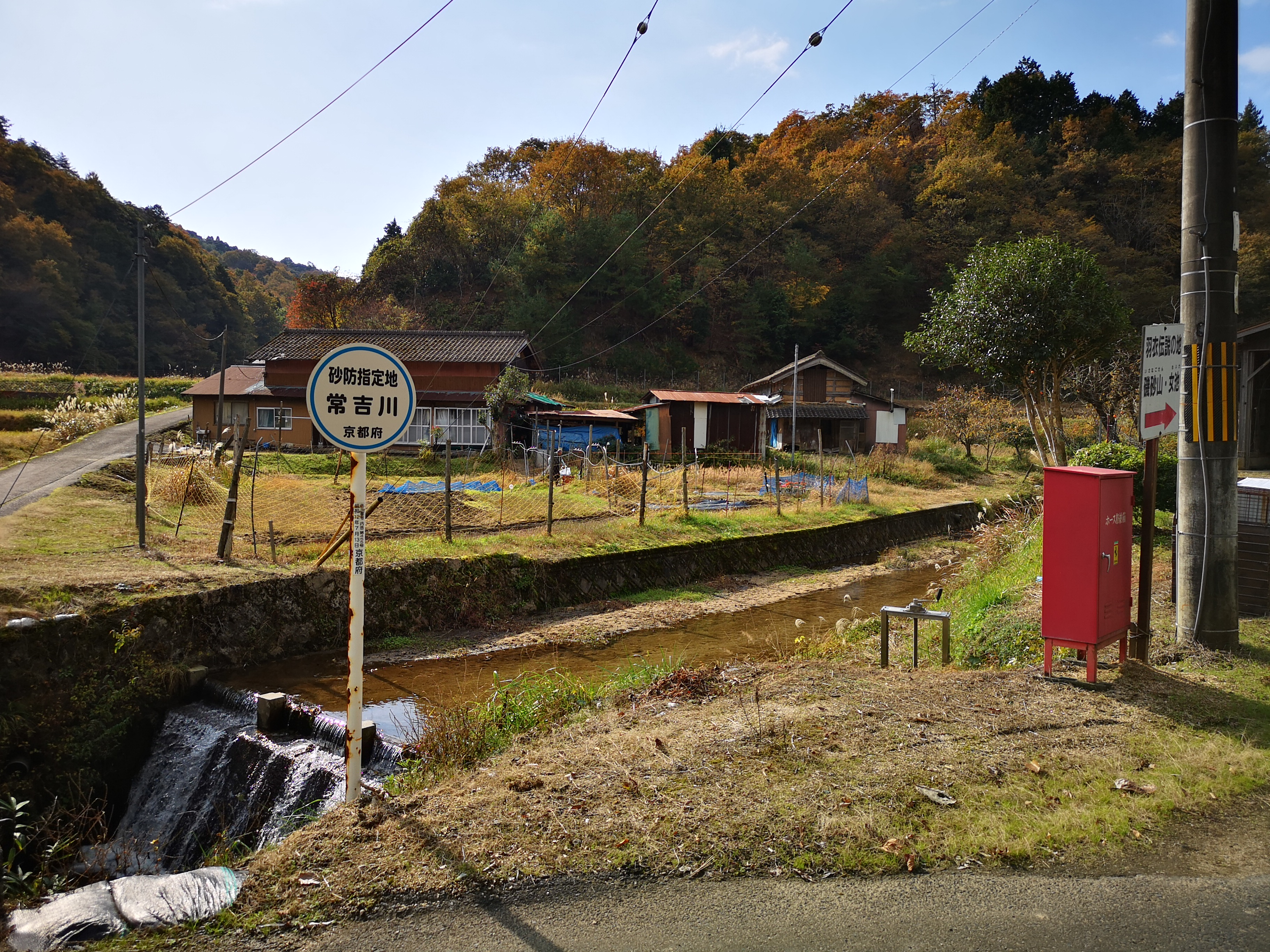
常吉川

### 小字
- 神谷（かみだに）
- 若宮ノ谷（わかみやのたに）
- 猿ヶ屋敷（さるがやしき）
- 野引（のびき）
- カイ谷（かいたに）
- 安田（やすだ）
- 宮ノ下（みやのした）
- サガリ松（さがりまつ）
- ウキハシ（うきはし）
- 日光寺（にっこうじ）
- 大道（だいどう）
- 平地（へいじ）
- 平地猪ノ塚（へいじいのづか）
- 今井（いまい）
- 大門（だいもん）
- 大橋（おおばし）
- 丸山（まるやま）
- 猿尾（さるお）
- 婦ろふじ（ふろふじ）
- 宮谷口（みやだにぐち）
- 宮谷（みやだに）
- 平畑ケ（ひたはたけ）
- 車（くるま）
- 車エノ谷（くるまえのたに）
- 車イ子口（くるまいねぐち）

- 車丸山（くるままるやま）
- 車千原（くるまちはら）
- 車谷（くるまたに）
- 車ガニガ谷（くるまがにがだに）
- 車コムスボ（くるまこむすぼ）
- 車ヲムスボ（くるまをむすぼ）
- 車イナリ（くるまいなり）
- 車細谷（くるまほそたに）
- 車柳谷口（くるまやなぎたにぐち）
- 車柳谷（くるまやなぎたに）
- 車ホコノ谷（くるまほこのだに）
- 車亥ノ子谷（くるまいのこだに）
- 車胡麻畑（くるまごまばた）
- 車岩バナ（くるまいわばな）
- 車ツバイ谷（つるまつばいたに）
- 車正法寺（くるましょうほうじ）
- 車地蔵口（くるまじぞうぐち）
- 上司（じょうし）
- 河原（かわら）
- 辻[7]（つじ）
- 奥掛（おくかけ）
- ヒロヲ谷（ひろをだに）
- 荒神切（こうじんのぎり）
- 五反田（ごたんだ）
- 畑（はた）

- 岡谷（おかや）
- 大倉（おおくら）
- 大岩ヶ谷（おおいわがたに）
- 子コゼ谷（ねこぜたに）
- 岡（おか）
- 中屋敷（なかやしき）
- 堅土（かたつち）
- 大坪（おおつぼ）
- 神子ヶ谷（かみこだに）
- 大河内（おごいち）
- 山ノ神（やまのかみ）
- 森ヶ成（もりがなる）
- 大河内ババ谷（おごいちばばだに）
- 大河内坂谷（おごいちさかだに）
- タニ川（たにがわ）
- 梅田（うめだ）
- 若屋（わかや）
- 本地（ほんち）
- 野ノ下（ののした）
- 光田（こうでん）
- 延木（のぶき）
- 上野々下（うえののした）
- 上野（うえの）
- 谷（たに）
- 谷口（たにぐち）

- 屋敷ノ谷（やしきのたに）
- 古館（ふるだち）
- 城山（しろやま）
- 阿し谷口（あしだにぐち）
- 穴門（あなもん）
- 八巻（はちまき）
- 平尾（ひらお）
- 芦谷（あしだに）
- セガイボ（せがいぼ）
- 芦谷セガイボ（あしだにせがいぼ）
- ナル（なる）
- 大谷（おおたに）
- 大谷古寺（おおたにふるでら）
- 深田（ふかた）
- ウヤ（うや）
- 中縄手（なかなわて）
- 入船谷（いりふねだに）
- 今江（いまえ）
- 車ユリ（くるまゆり）
- 谷川（たにがわ）
- 鳥ヶ奥（とりがおく）
- 本地（ほんじ）
- 流尾（ながれお）

## 歴史

### 古代・中世
上常吉地区には後期古墳が4基ある。
小字本地には近藤山城守の居城と伝えられる上常吉城跡がある。
室町時代の編纂と伝えられる『丹後国田数帳』に見える「恒吉保」に含まれていた。鎌倉時代の前後に拓かれた保のひとつとみられ、「恒（常）に良い」を意味する吉祥句が地名の由来とみられる。

### 近世
もとは恒吉村（常ではなく恒）の一部だったが、江戸時代初期に分村して上常吉村が独立した。慶長郷村帳に「恒吉村」および「恒吉村之内下村」と併記されたものが初出の兆しであり、その後の延宝3年（1675年）の郷村帳では上下の常吉村が区別され、上常吉村の石高は385.18石だった。天保5年（1834年）の『天保郷帳』による石高は655.949石だった。天保の大飢饉の際、天保8年（1837年）には上常吉村でも12人が餓死した。
近世の上常吉村は網野街道に沿った街村であり、南の平地峠を越えると与謝郡だった。近世初期には宮津藩領だったが、寛文6年（1667年）に幕府領となり、寛文9年（1670年）に宮津藩領、延宝8年（1680年）に幕府領、天和元年（1681年）に宮津藩領、文政11年（1828年）に幕府領、天保9年（1839年）に宮津藩領となった。『宝永村々辻高帳』における石高は651石余、『宝暦郷村之覚』における石高は655石余・うち新田4石余であり、『天保郷帳』や『旧高旧領』でも『宝暦郷村之覚』と同じ石高だった。

### 近代
1871年（明治4年）には宮津県に所属したが、やがて豊岡県に所属し、1876年（明治9年）に京都府所属で落ち着いた。1875年（明治8年） から1882年（明治15年）にかけて陸軍省参謀本部が編纂した『共武政表』によると、上常吉村の戸数は116戸・人口は474人だった。
町村制の施行により、1889年（明治22年）2月23日には上常吉村と下常吉村が合併して常吉村が発足した。

### 現代
1951年（昭和26年）4月1日、常吉村、口大野村、奥大野村、三重村、周枳村、河辺村が新設合併して大宮町が発足した。大宮町の大字として上常吉が設置されている。1982年（昭和57年）時点の世帯数は89戸・人口は380人だった。同年には織物業の事業所が61あり、119人の従業者はすべて家族従業員だった。
2004年（平成16年）4月1日、大宮町、中郡峰山町、竹野郡網野町、丹後町、弥栄町、熊野郡久美浜町が新設合併して京丹後市が発足した。大字として大宮町上常吉が設置されている。2014年（平成26年）3月31日時点の世帯数は84戸・人口は230人だった。

## 教育
1873年（明治6年）から1980年（昭和55年）まで、上常吉には大宮町立常吉小学校があった。
1873年（明治6年）11月に常吉学校として創立し、当初は舞台を校舎として用いたとされる。1889年（明治22年）に常吉尋常小学校に改称し、1895年（明治28年）には上の屋敷から上野に移すことを決定、1896年（明治29年）に校舎を新築して移転した。1915年（大正4年）頃には常吉村と奥大野村の小学校統合問題が起こったが、結局は進展せずに終わっている。1922年（大正11年）3月には5教室を増築し、学制発布50周年記念式典を挙行した。1923年（大正12年）4月1日には初めて高等科を併設した。
1927年（昭和2年）3月7日の北丹後地震では体育館（屋内運動場）が倒壊し、1人の児童が死亡した。1930年（昭和5年）3月31日には校舎が新築され、1935年（昭和10年）には運動場が拡張された。1941年（昭和16年）4月1日には国民学校令によって常吉国民学校に改称した。太平洋戦争の戦局が悪化した1945年（昭和20年）4月1日には京都市立凰徳国民学校の児童44人と付添教員3人を集団疎開で受け入れている。
1947年（昭和22年）1月28日には常吉村役場で火災が発生し、隣接する常吉国民学校にも類焼した。職員室と2教室が全焼し、雨天体操場が半焼したこの火災で、記録の大半を焼失している。1947年（昭和22年）4月1日には常吉村立常吉小学校に改称し、1948年（昭和23年）12月28日には雨天体操場兼講堂と職員室などが竣工した。1955年（昭和30年）12月16日に制定された校歌の作詞は安見幸八、作曲は宮田和。校歌の一番には磯砂山が、二番には常吉川が登場する。1957年（昭和32年）5月6日には完全給食を開始した。
1973年（昭和48年）10月22日には創立100周年記念運動会を開催した。1980年（昭和55年）3月24日には最後の卒業式と廃校記念式典を開催し、3月31日に廃校となった。常吉小学校、大宮町立倉垣小学校、大宮町立三重小学校（一部）が統合され、1980年（昭和55年）4月1日には大宮町立大宮第二小学校が開校している。

## 名所・旧跡
- 経典寺 - 日蓮宗の寺院[2]。山門は江戸時代後期の建造物[10]。
- 地蔵院 - 曹洞宗の寺院[2]。境内には平地地蔵がある[10]。
  - 平地地蔵 - 地蔵院境内にある石造地蔵菩薩立像。立像の石仏としては京都府最大級。
- 冨持神社 - 神社。大宮町でもっとも樹高の高いスギがある[10]。
- 白滝不動堂 - 常吉川の上流部にある仏堂。得円法師の荒行の跡と伝えられる。
- 地蔵堂 - 地区内に複数の地蔵を祀った道祖神の堂が数か所にあり、毎年の地蔵盆における信仰の対象となっている。

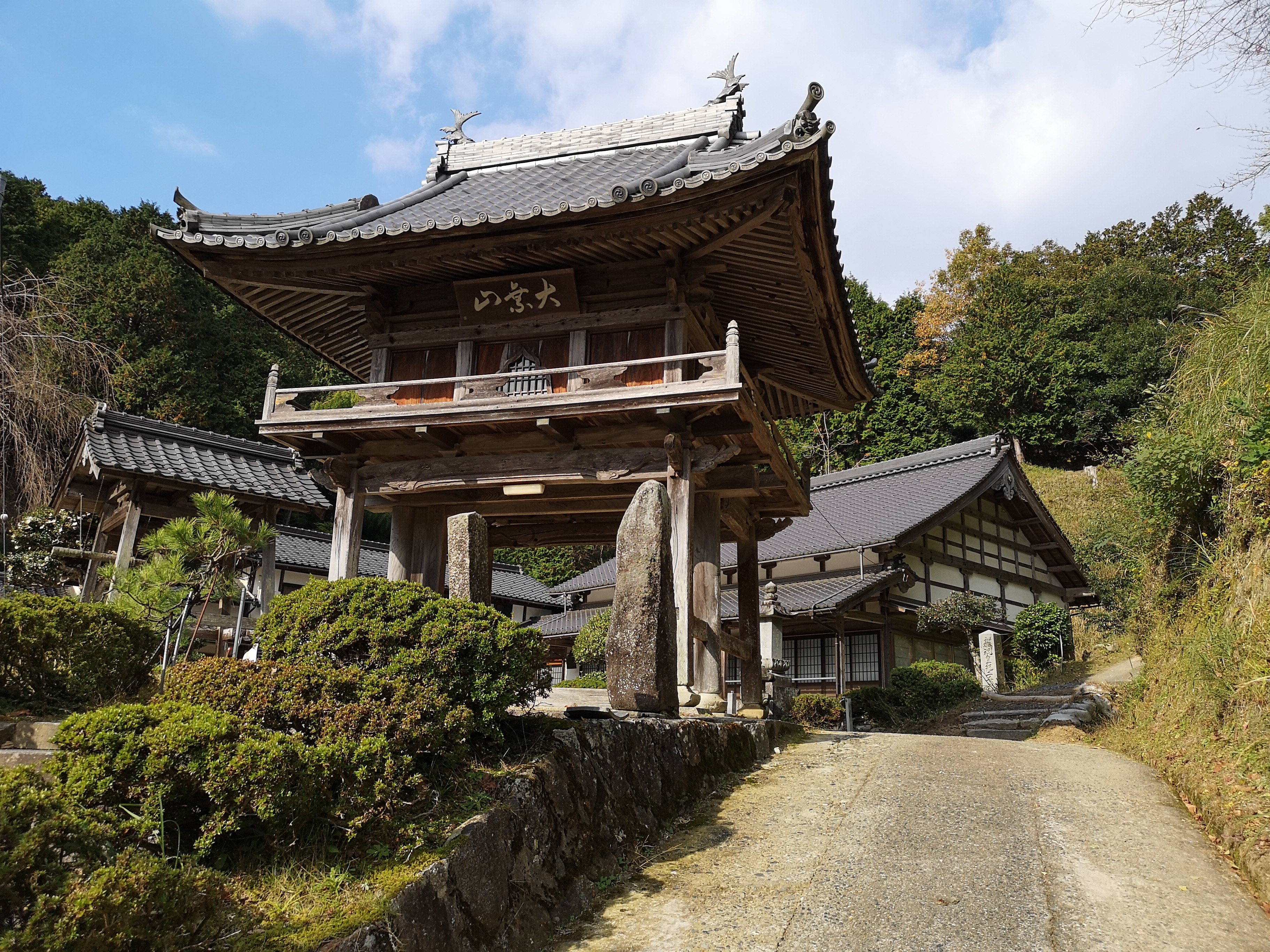
経典寺
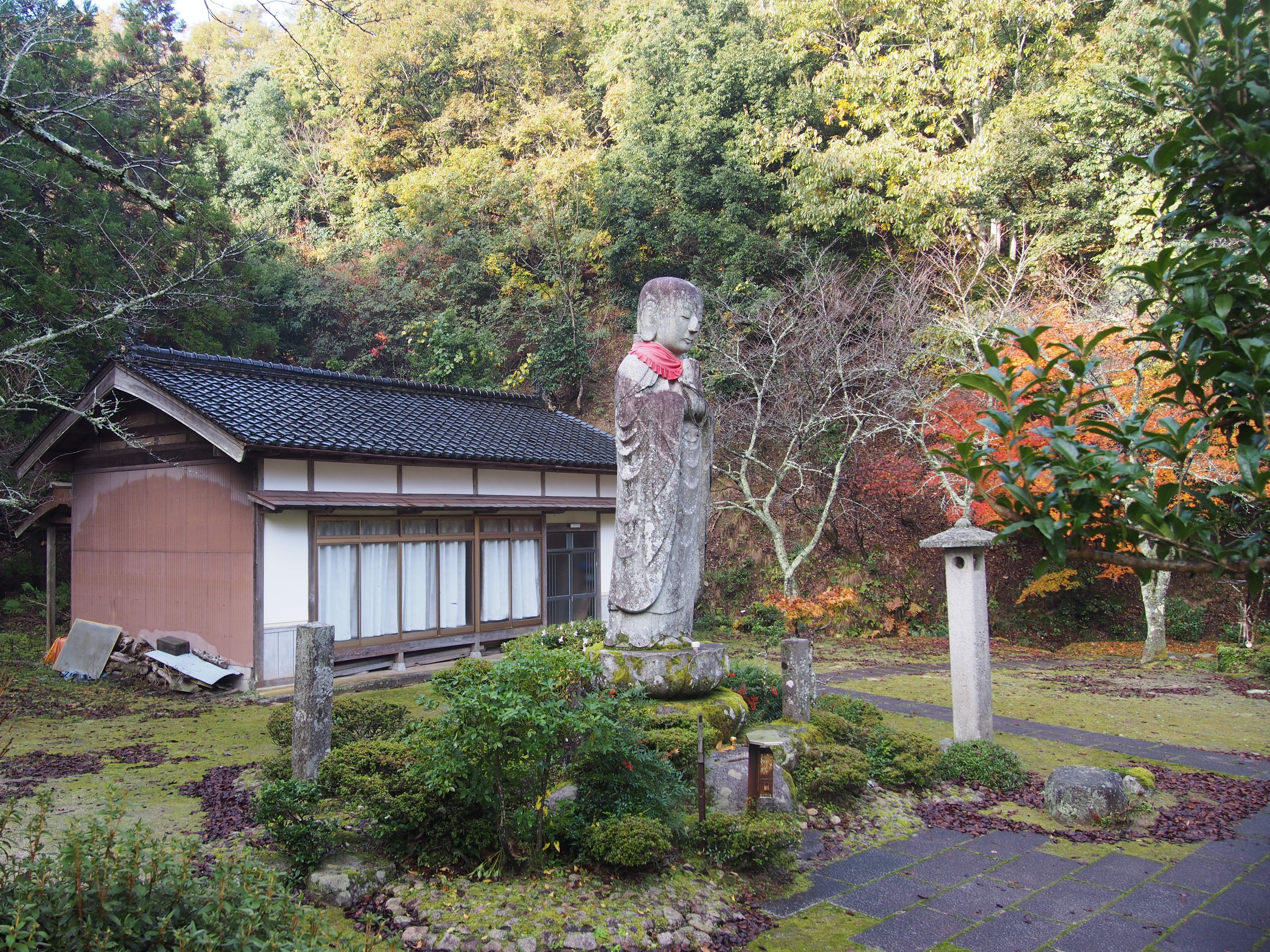
平地地蔵（通常期）
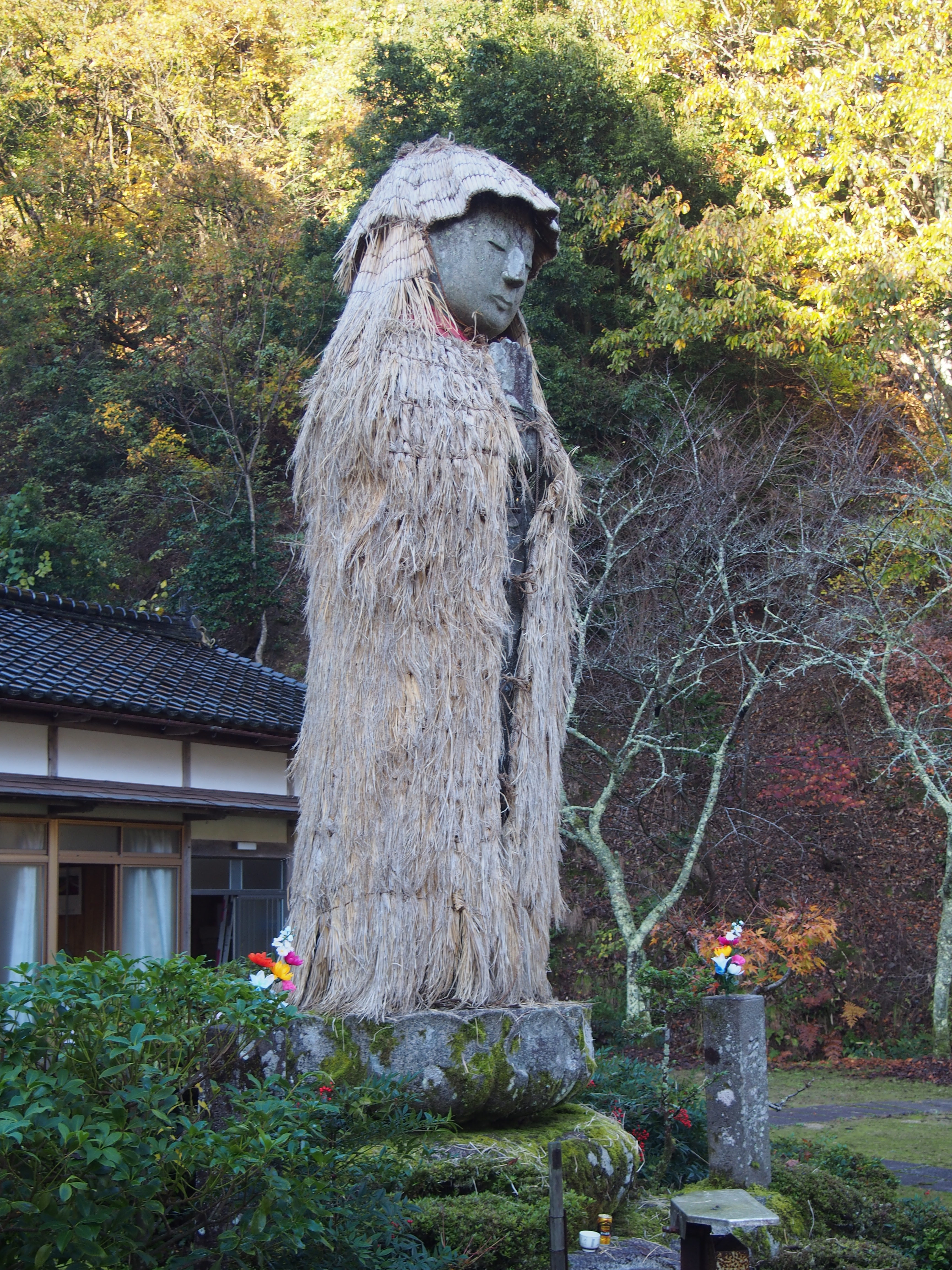
平地地蔵（冬季）
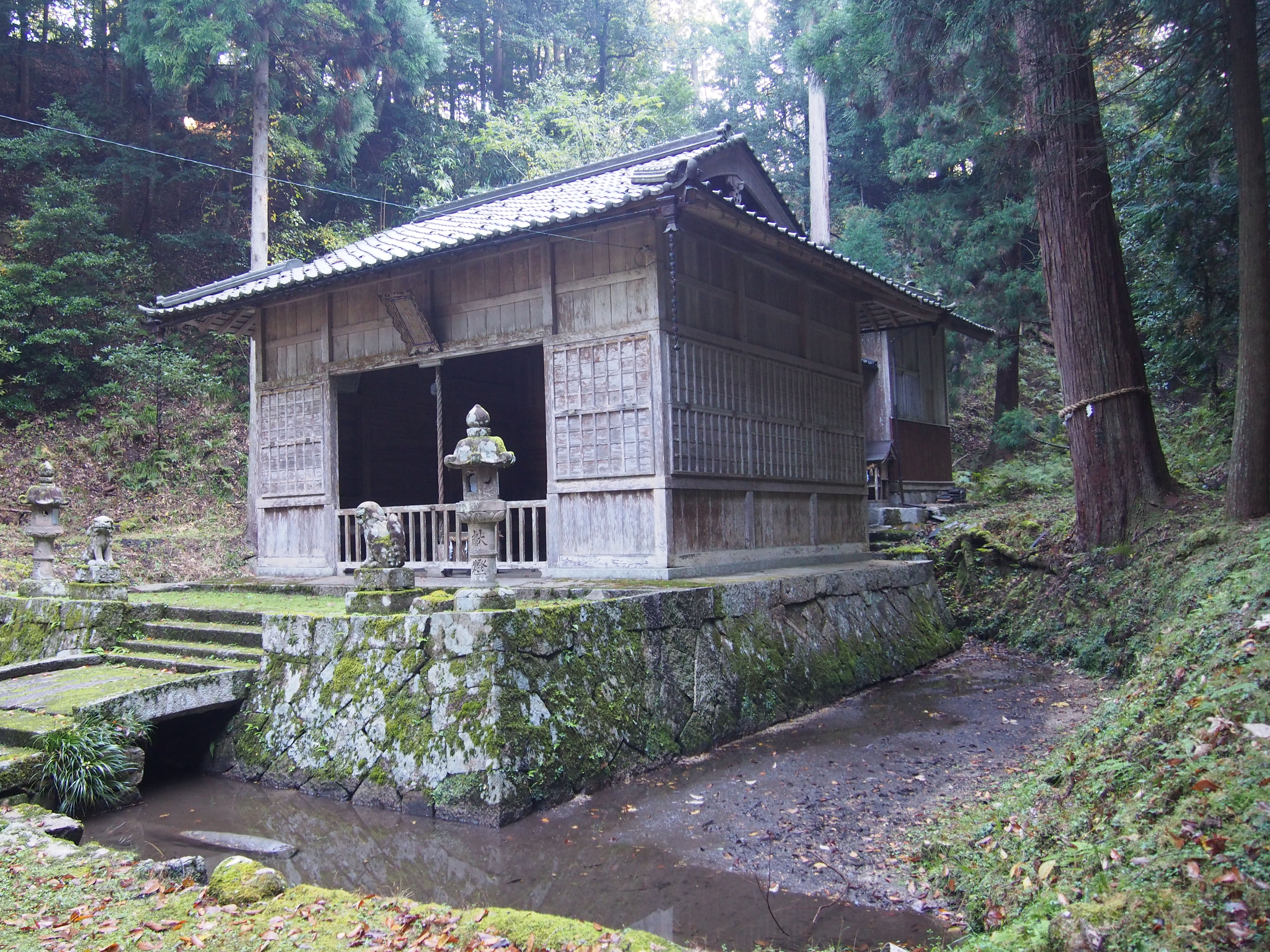
冨持神社
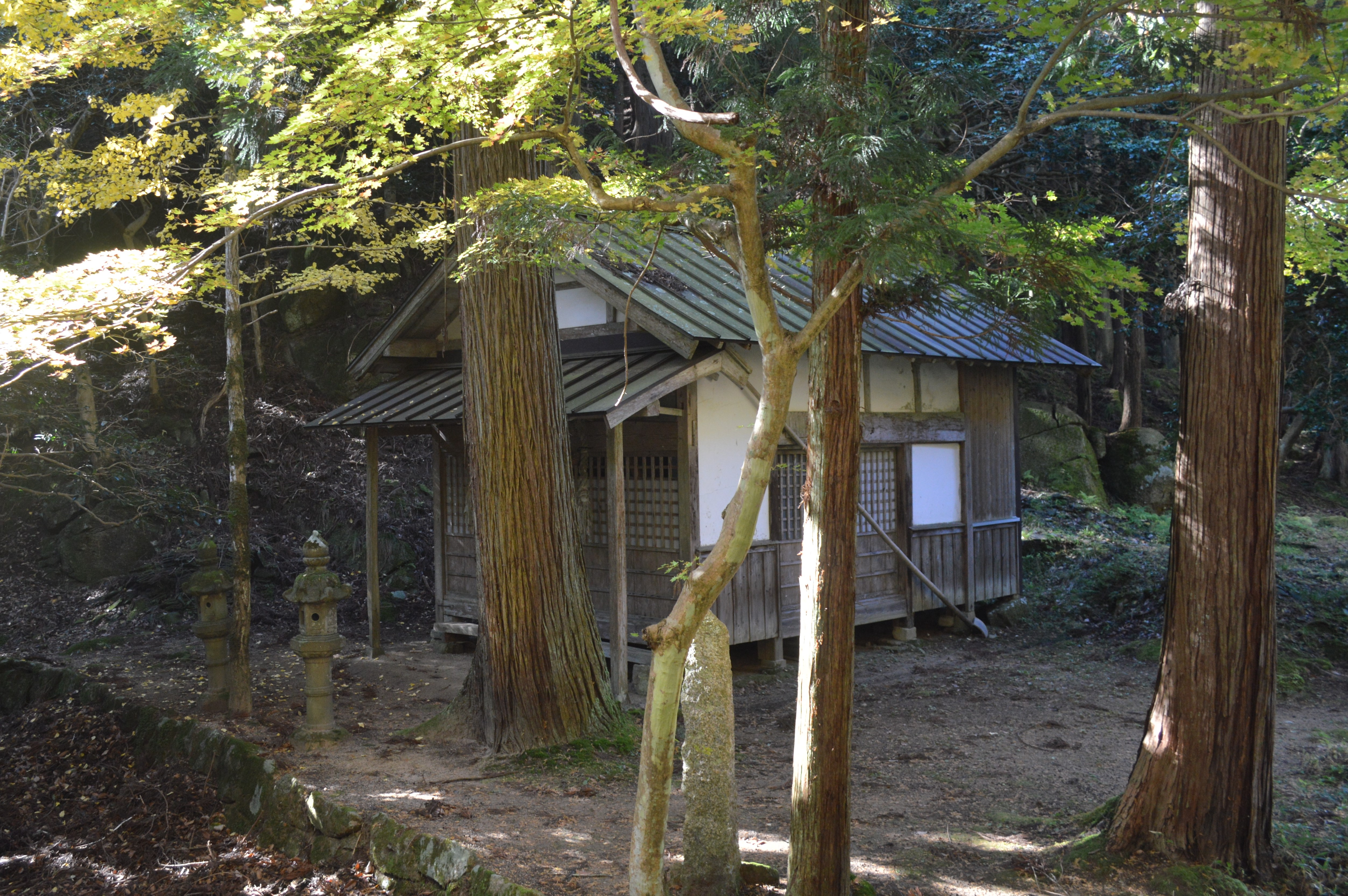
白滝不動堂
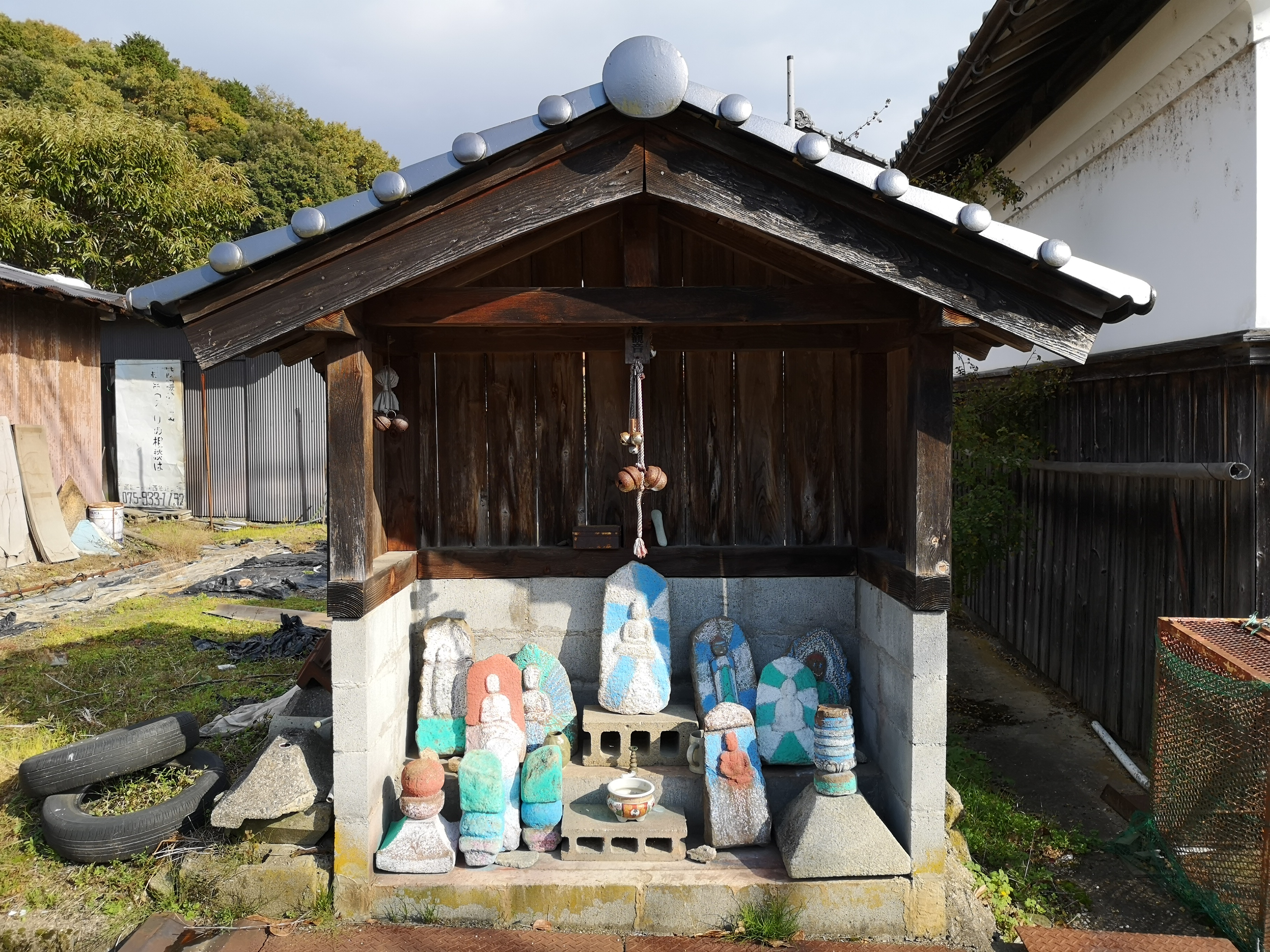
地区内の道祖神

## 施設

### 公共施設
- 大宮町立常吉小学校（廃校） - 1873年（明治6年）開校[5]。1980年（昭和55年）に廃校となり、統合されて大宮町立大宮第二小学校が開校した。
- 常吉保育所（廃園） - 1968年（昭和43年）開園[5]。1980年（昭和55年）新築[13]。2007年（平成19年）以降「あけぼの荘」（下記）。
- 上常吉公民館 - 常吉小学校跡に建設され、1984年（昭和59年）3月に竣工式が挙行された[14]。
- 小規模多機能型居宅介護事業所「あけぼの荘」 - 2007年（平成19年）1月1日開設[13]。常吉保育所だった建物を利用。

### 事業所・商店
- つねよし百貨店 - 常吉村営百貨店（1997年-2012年）の志を継いで2012年（平成24年）に開店した商店[15][16]。
- 小塚製麺 - つねよしうどんなどを製造する製麺所。
- 小塚食品 - 豆腐などを製造する事業所。
- 八月の猫 - ソーキそばなどを提供するカフェ。古民家を改修して2019年（平成31年）2月に開店した。

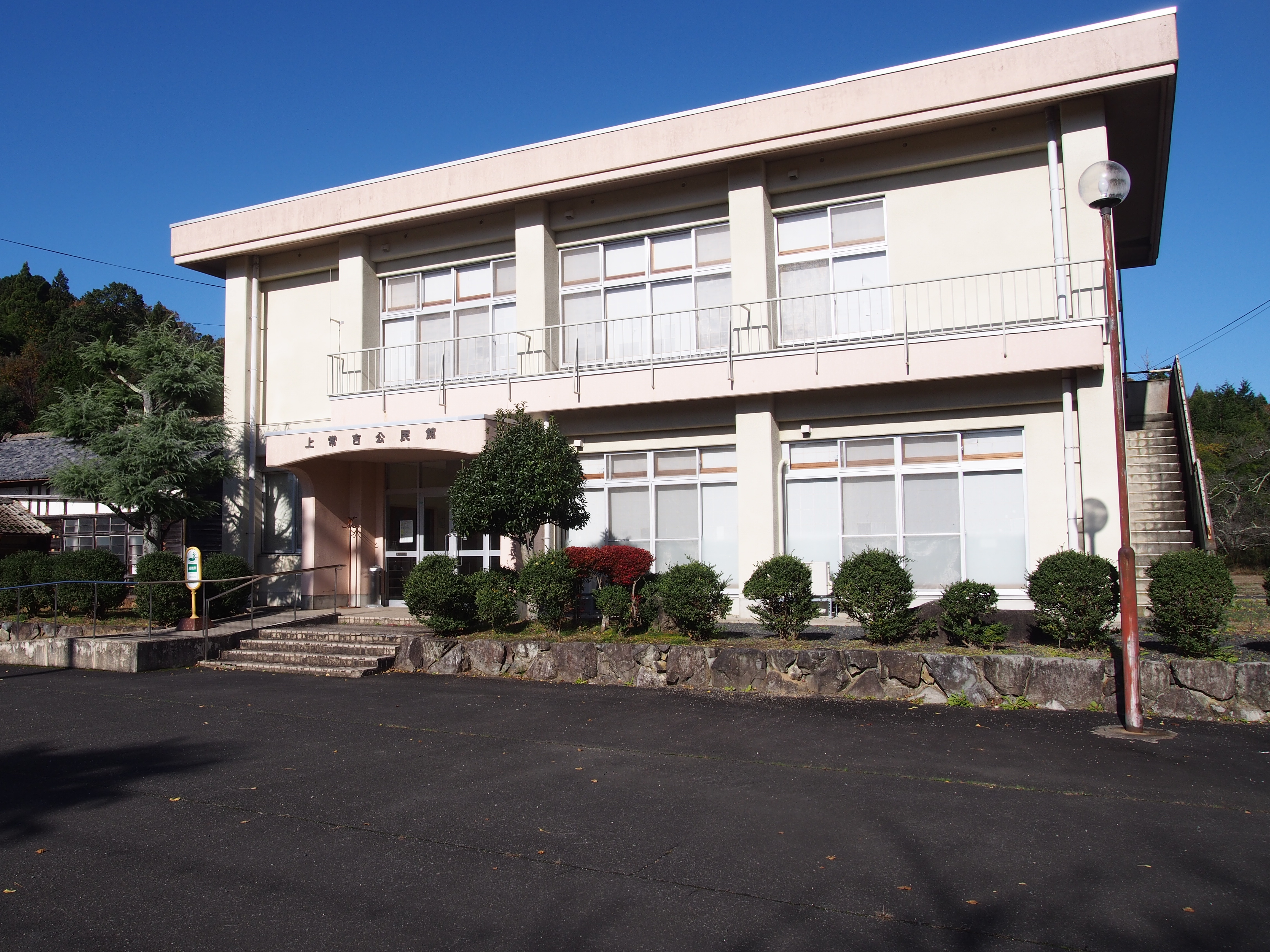
上常吉公民館
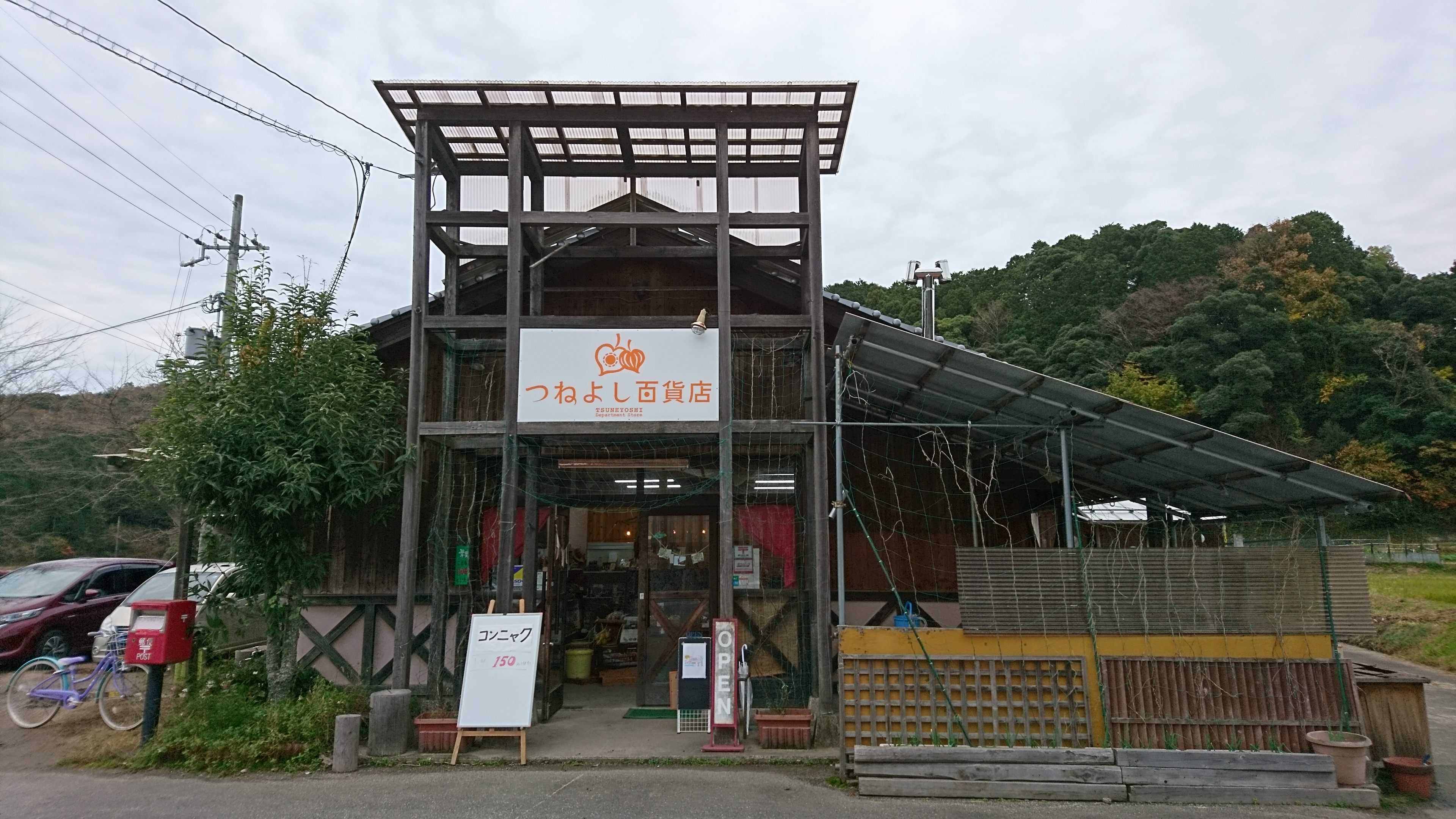
つねよし百貨店
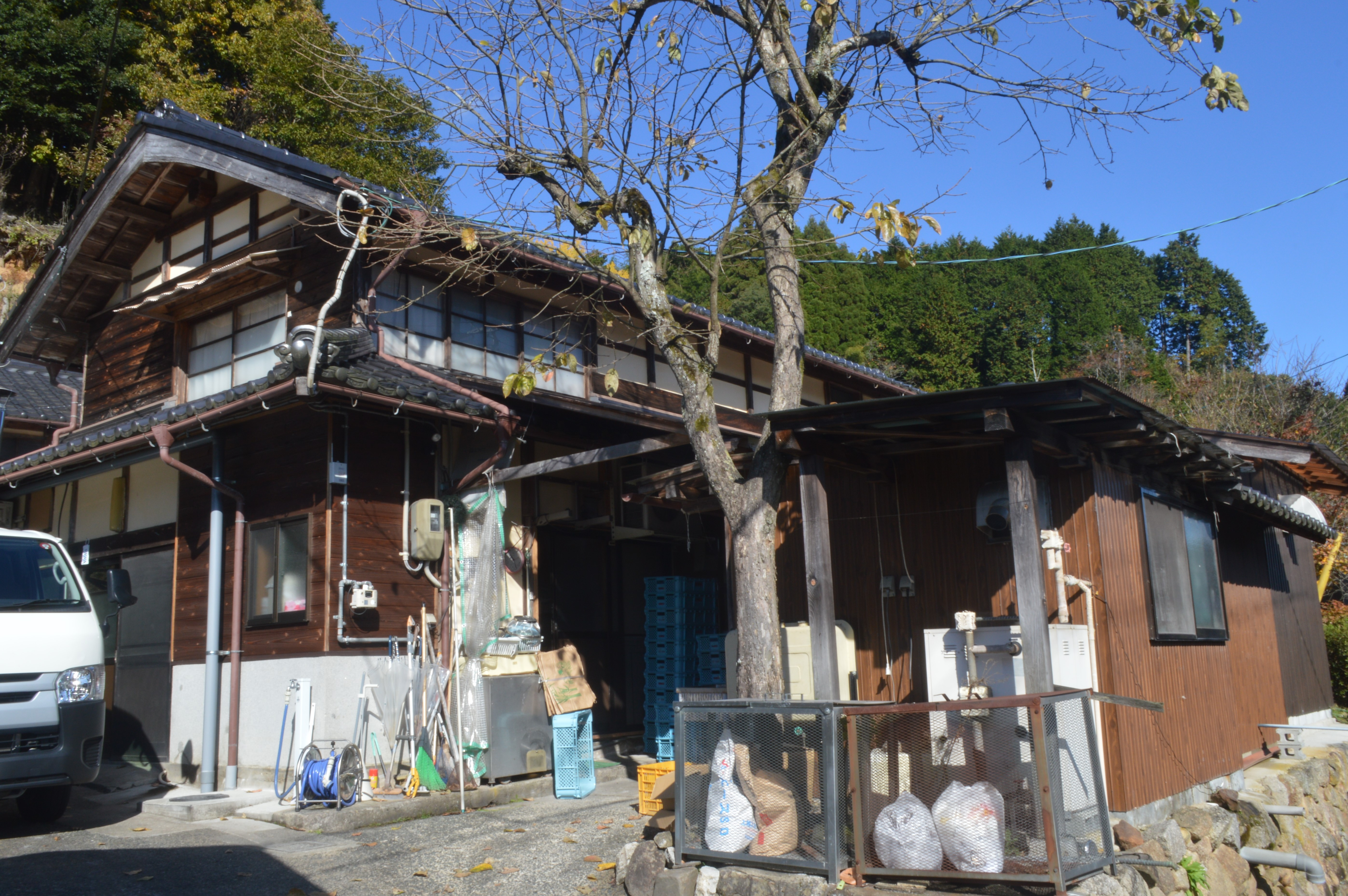
小塚製麺
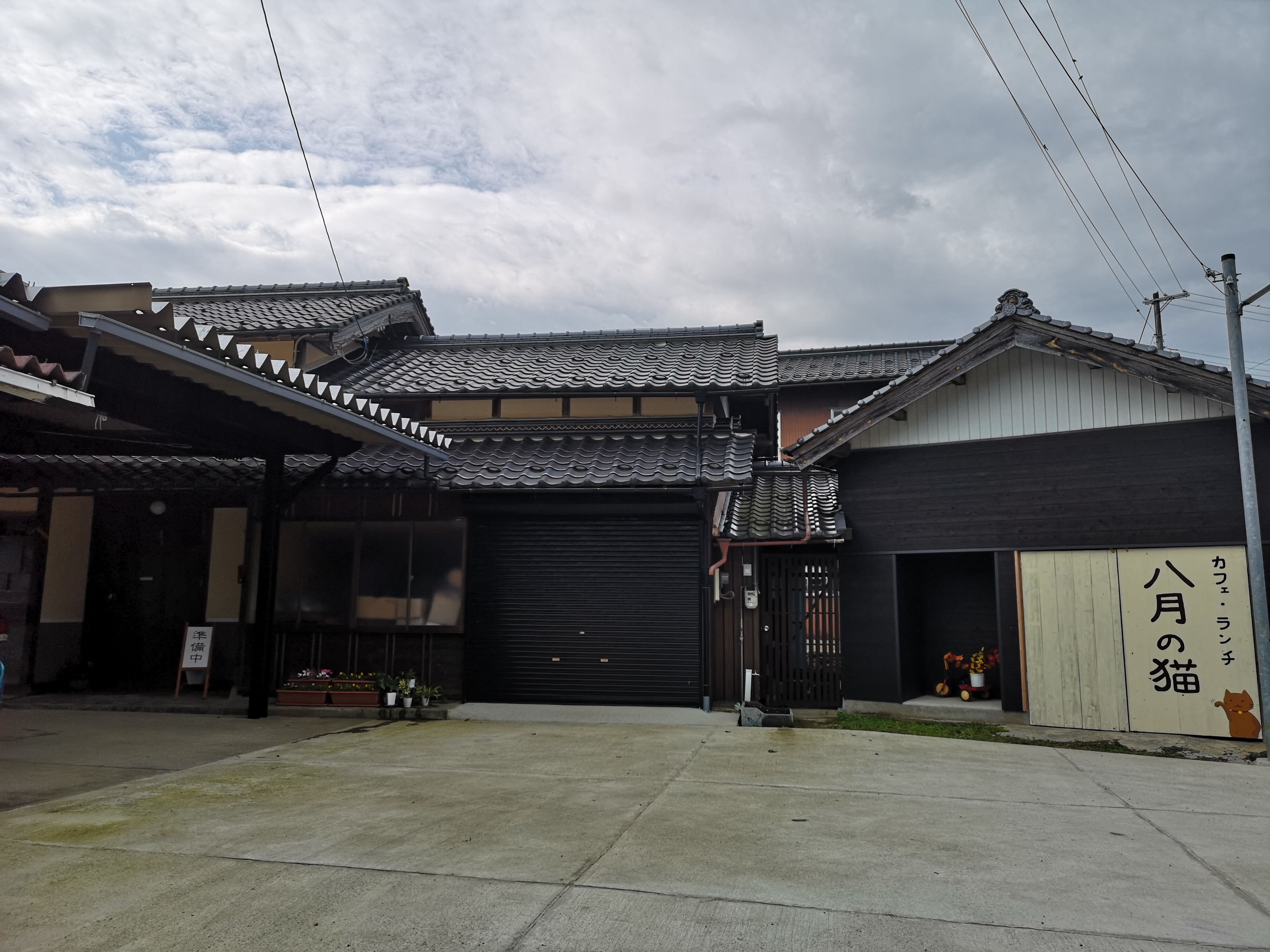
八月の猫